# Hoogstede
Hoogstede is een gemeente in het landkreis Grafschaft Bentheim van de Duitse deelstaat Nedersaksen. Hoogstede telt 2.874 inwoners.

## Geografie
Hoogstede ligt ten noordwesten van Nordhorn aan de grens met Nederland. De Overijsselse Vecht (Vechte) stroomt door de gemeente.
De gemeente maakt onderdeel uit van de Samtgemeinde Emlichheim. De hoofdplaats van dit samenwerkingsverband is in de gemeente Emlichheim.

### Indeling van de gemeente
De gemeente wordt ingedeeld in zeven dorpen. Dit zijn:
- Hoogstede (hoofdplaats van de gemeente)
- Arkel
- Bathorn
- Berge
- Kalle
- Scheerhorn
- Tinholt

## Politiek
De burgemeestersfunctie is in de gemeente een onbezoldigde taak. In de zitting van de gemeenteraad op 1 november 2011 is Fritz Berends gekozen als nieuwe burgemeester.

### Gemeenteraad
De gemeenteraad in Hoogstede telt 13 zetels.
- CDU 9 zetels
- SPD 3 zetels
- FDP 1 zetel